# Filon Aleksandrijski
Filon Aleksandrijski (/ˈfaɪloʊ/; Grško Φίλων, Philōn), imenovan tudi Filon Judaj (Philo Judaeus), helenistični filozof judovskega rodu, * med 15 in 10 pr. n. št, Aleksandrija, Rimsko cesarstvo, † 45 n. š., Aleksandrija.
Filon je želel povezati grško filozofijo z judovskim verskim izročilom, natančneje: judovsko eksegezo in stoicizem. Njegova dela so bila pomembna za razvoj krščanstva, so pa imela malo vpliva na judovstvo. Verjel je, da bo dobesedna interpretacija Stare zaveze (hebrejsko תַּנַ"ךְ, Tanak) spremenila človekov pogled na Boga. 

## Življenje
Filon se je rodil eni najbogatejših in najvplivnejših judovskih družin, kar jih je živelo v Aleksandriji. K temu priča tudi dejstvo, da so njihovi predniki dobili rimsko državljanstvo od samega cesarja. Prav tako je bil Filon zaradi visokega statusa deležen najboljše izobrazbe. Popolnoma je osvojil grško kulturo (še posebej duhovne kategorije helenizma), hkrati pa tudi duhovno in kulturno dediščino svojega ljudstva, kulturo starega Egipta predvsem pa tudi judovsko tradicijo in grško filozofijo. Od nekdaj je podpiral judovstvo, zato je doniral veliko denarja za okrasitev vrat na Jeruzalemskem templju z zlatom in srebrom. 
Preostalih podatkov o njegovem življenju je malo, večino jih izvemo iz njegovih del. Precejšen del svojega življenja je posvetil meditaciji, študiju in pisanju knjig. Poleg tega pa je sodeloval pri nekaterih političnih nalogah, za katere je menil, da so dolžnosti do njegovega ljudstva. Edini dogodek v njegovem življenju, za katerega natančno vemo, kdaj se je zgodil, je leta 40 našega štetja, ko je v rimski ambasadi zastopal aleksandrijske Jude pred rimskim cesarjem Kaligulo. Do tega je prišlo zaradi sporov med judovsko in grško populacijo, saj Judje niso hoteli častiti grških bogov, Grki pa so se posmehovali judovskemu enoboštvu. Filon je bil zaradi grške izobrazbe in judovske vzgoje dobro seznanjen z njihovim sporom. Verjel je, da je judovstvo prava vera ter je Jude želel prikazati kot žrtve napadov aleksandrijskih Grkov. Takrat se je tudi uprl upodabljanju cesarja kot boga. Predvsem ga je motil kip cesarja v Jeruzalemskem templju, saj je to razumel kot žalitev njegove vere. S tem je posredno pokazal podporo uporu Judov proti rimski nadoblasti. Priložnost, da je lahko zastopal Jude je dobil, ko je bil izvoljen za vodjo delegacije, član katere je bil tudi njegov brat Aleksander. Za razliko od mnogih Judov pa je Filon razmišljal o tem, kako bi ne-Jude privedel k Bogu po mirni poti. Judovstvo jim je želel približati, da bi ga ti sprejeli. Ob vrnitvi leta 41 po Kr. je napisal obsežno poročilo o poslanstvu, iz katerega je razvidno, da je bil v tem času v obdobju svoje polne zrelosti.

## Filozofija
Filon predstavlja vrhunec judovsko–helenističnega sinkretizma. Njegova dela so kombinacija platonizma, poznega stoicizma in judovske eksegeneze v enem filozofskem sistemu. Filon je razvil izvirno poučevanje Logosa (Besede), ki nam omogoča spoznanje Boga in njegovih del. V skladu z antropomorfnim opisom Boga v Tanaku je Filonov pristop alegoričen, ne-dobeseden, pač pa vedno v skladu z božanskim Logosom (besedo, razumom), ki deluje kot posrednik med Bogom in (ustvarjeno) naravo in hkrati Bogom in človekom. Logos je za Bogom najpomembnejše bitje, ustvarjeno od Boga, ni Bog, je pa Njemu podoben. Z alegorično interpretacijo je npr. razložil večino Prve Mojzesove knjige od stvarjenjskega mita naprej. Stvaritev človeka po božji podobi (Gen 1,27) tako zadeva človeški intelekt, ne pa dobesedno podobnost z Bogom. Kljub temu, da v skladu s svojo kulturo bolj ceni Mojzesa, le-tega prilagaja Platonu. Po Filonu je Bog sam sicer nedoumljiv (negativna teologija), ni pa nedoumljivo njegovo stvarstvo, urejeno v skladu z božanskim Logosom (naravna teologija). Filonov Bog je bližji abstraktnemu bogu grške filozofije kot pa osebnemu judovskemu Bogu Svetega pisma. Logos, ki je neločljivo povezan z Bogom, je zgolj upravljavec sveta in ne neko božansko bitje samo po sebi.

### Filonov vpliv na razvoj krščanstva
Živel je na prelomnici dveh obdobij in dveh kultur, zato bi ga danes lahko imenovali kot »prelomna« osebnost. Ni se izognil vrsti protislovij, ki so predvsem posledica dejstva, da je nove ideje izražal večinoma s starimi izrazi in da so nove ideje izhajale iz izročila in miselnosti, ki pa sta bila v marsikaterem pogledu nasprotna helenistični kulturi; pretresel je prav temelje velikih helenističnih šol - prevladujoči materializem je prebil z vnovično osvojitvijo razsežnosti breztelesnega. Poleg tega je pokazal potrebo po preseganju razuma in pritrjevanje Bogu. 
Ta poskus zlitja med judovsko teologijo in grško filozofijo, ki ga je opravil Filon, je dogodek izjemnega dosega tako v duhovni zgodovini grštva kot judovstva. Zato se z njim začne zgodovina krščanske torej »evropske« filozofije.
Po Filonovi smrti njegovo delo ni imelo velikega vpliva na judovsko vero in interpretacije Tanaka. Zato pa so njegova dela vplivala na razvoj nove vere imenovane krščanstvo. Krščanski cerkveni voditelji so menili, da Filonova dela zagovarjajo krščanske ideje. Hieronim ga je uvrstil med cerkvene očete. Zaradi njegovega vpliva so nominalni kristjani sprejeli nesvetopisemski nauk o nesmrtnosti duše. Filonovo učenje o Logosu (Besedi) se navezuje na kasnejšo omembo Logosa na začetku Janezovega evangelija in s tem vključuje v krščansko dogmo o Sveti Trojici. 

### Kaj je duša?
Filon je o človeku menil, da je sestavljen iz duše in telesa, ki sta med seboj ločena. Na vprašanje, ali lahko duša umre, je odgovarjal: »Ko smo živi, živimo, čeprav je naša duša mrtva in pokopana v telesu kakor v grobnici. Če pa bi to (telo) umrlo, bi naša duša zaživela svoje pravo življenje, osvobojena bi bila tega zlega in mrtvega telesa, na katero je omejena.« Za Filona je bila smrt duše simbolična. Po njegovem duša v resnici nikoli ne umre in je nesmrtna.

### Kdo je Bog?
Po Filonu je Bog tisti, ki kaže plemenite lastnosti. Filon je obstoj Boga dokazoval z naslednjo analogijo. Potem ko je opisal deželo, reke, planete in zvezde, je sklenil: »Svet je najizvrstnejša umetniška mojstrovina, kar jih je – kakor da ga je oblikoval nekdo, ki je povsem dovršen in ima najpopolnejše znanje. Od tod nam zamisel o obstoju Boga.« 
Filonova razlaga vsemogočnega Boga je apofatična teologija: bolj primerno je trditi, kaj Bog ni, npr. ni spoznaten, kot pa kaj je. . Trdil je, da je nedoumljiv ter, da ga zato ni mogoče imenovati z osebnim imenom. Filon je ljudi odvračal od prizadevanja, da bi spoznali Boga, z besedami, da bi bil »poskus, da bi prodrli dlje in s preiskovanjem skušali spoznati samo bistvo Boga oziroma njemu lastne lastnosti, popolna neumnost«.

### Filonova etična doktrina
V svojih delih je zapisal svoje etične poglede. V osnovi vključujejo trud, da bi dosegli moralne vrline po modelu da želimo doseči cilj s pravim razlogom in z racionalnimi čustvi. Po Filonu je Bog tisti, ki kaže plemenite lastnosti. Človek ima svobodno voljo, vendar omejeno s sposobnostjo svojega mišljenja. Meni, da lahko krivimo človeka za njegova dejanja. Filon je dajal še poseben poudarek na štiri vrline, ki so modrost, samoobvladovanje, pogum ter pravica. Menil je, da naj bi moder človek moral posnemati Boga, vendar z zavedanjem, da ga v ničemer ne more preseči. Človek bi se moral odreči iracionalnim čustvom kot so: užitek, želja, žalost in strah ter jih nadomestiti s čustvi, ki so osnovana na razumu in so funkcionalna: veselje, volja, obžalovanje in previdnost. Vse naše početje bi moralo biti nadzorovano z razumom. Veselje in užitek po Filonovem mnenju izhajata kot produkta vrlih dejanj. 

## Dela
Njegova dela lahko razdelimo v tri skupine:
1.	Svetopisemski spisi, ki so nastali na podlagi Tore (prvih 5 knjig Stare zaveze), predvsem Geneze. Najpomembnejši izmed 25 ohranjenih razprav je Legum allegoriae (Alegorije zakonov), komentar Geneze.
2.	Splošne filozofske razprave. Mednje sodijo Quod omnis probus liber sit (Kdor je pošten, je svoboden), kjer dokazuje stoični paradoks, da je zgolj pameten človek svoboden; De aeternitate mundi (O večnosti sveta), kjer dokazuje, da svet ni bil ustvarjen – obstaja že od nekdaj in je neuničljiv; De providentia (O previdnosti), dialog med Filonom in Bogom, kjer zagovarja, da Bog skrbi za svet;
3.	Spisi o družbenopolitičnih temah. Ti vključujejo De vita contemplativa (O premišljujočem življenju), slavospev aleksandrijski verski sekti; delno ohranjeno Hypothetica (Hipotetika), zagovor Judovstva pred antisemitskimi obtožbami; Zoper Flaccusa, o zločinih rimskega guvernerja Aulusa Avilliusa proti aleksandrijskim Judom in njegovi kazni; Legatio ad Caium (Poslanstvo Gaju), napad na rimskega cesarja Kaligulo zaradi njegove sovražnosti do aleksandrijskih Judov.

#### V slovenščini
- Arko, Alenka, Metafora notranji človek v antični filozofiji in teologiji, članek, Bogoslovni vestnik Letn. 62, št. 4 (2002), str. 505-527
- Grgič, Matejka, Filon Aleksandrijski : jezik alegorije in alegorije jezika v grško-judovski filozofski sintezi

članek, Annales : anali za istrske in mediteranske študije, Series historia et sociologia, Let. 15, št. 2 (2005), str. 385-394
- Klun, Klemen, Filon Aleksandrijski med Svetim pismom in filozofijo, članek, Phainomena : glasilo Fenomenološkega društva v Ljubljani, Letn. 12, št. 43/44 (jun. 2003), str. 175-233
- Louth, Andrew, Filon Aleksandrijski, članek, Tretji dan : krščanska revija za duhovnost in kulturo, 23, št. 1 (1993), str. 29-33
- Reale, Giovanni, Filon iz Aleksandrije in revolucija v ontologiji, članek, Tretji dan : krščanska revija za duhovnost in kulturo, Letn. 31, št. 6/7 (jun./jul. 2002), str. 125-138
- Škamperle, Igor, Filon Aleksandrijski : duhovni obrazi neminljive pozabe, članek, Slovenec : časopis za politiko, gospodarstvo, kulturo in religijo, št. 99 (30.IV.1992), str. 35 in št. 105 (9.V.1992), str. 31 = Sobotna branja